# Claudia Testoni
Claudia Testoni-Pedrazzini, italijanska atletinja, * 19. december 1915, Bologna, Italija, † 17. julij 1998, Cagliari, Italija.
Nastopila je na poletnih olimpijskih igrah leta 1936, ko je osvojila četrti mesti v teku na 80 m z ovirami in štafeti 4x100 m. Na evropskih prvenstvih je osvojila naslov prvakinje v teku na 80 m z ovirami leta 1938. 23. julija 1939 je s časom 11,3 s izenačila svetovni rekord v teku na 80 m z ovirami, 13. avgusta istega leta ga je izenačila, veljal je do leta 1948.